# Paul Samwell-Smith
Paul Samwell-Smith, rodným jménem Paul Smith (* 8. května 1943, Richmond, Spojené království), je anglický baskytarista a hudební producent, nejznámější jako člen skupiny The Yardbirds.
Začínal jako kytarista, koncem 50. let působil ještě jako student Hamptonské školy s bubeníkem Jimem McCartym v kapele Country Gentlemen. Počátkem 60. let působil s Keithem Relfem ve skupině Metropolitan Blues Quartet. Po několika výměnách členů a názvů se nakonec ustálili na The Yardbirds, kde dále hrál i McCarty. S The Yardbirds nahrál první tři studiová alba, For Your Love (1965), Having a Rave Up (1965) a Roger the Engineer (1966), přičemž u posledního z nich je kromě hry na baskytaru uveden také jako producent. Nedlouho po vydání alba skupinu opustil.
Skupina The Yardbirds se rozpadla v roce 1968 a McCarty s Relfem založili kapelu Renaissance. Samwell-Smith produkoval jejich první album Renaissance (1969). Později produkoval například alba Beverley Cravenové, Chrise de Burgha, Claire Hamillové, Murraye Heada, Carly Simonové, Cata Stevense a kapel Amazing Blondel, Jethro Tull a All About Eve. V 80. letech působil s několika dřívějšími členy The Yardbirds v kapele Box of Frogs. S The Yardbirds byl v roce 1992 uveden do Rock and Roll Hall of Fame.